# Giacomo Scanardi

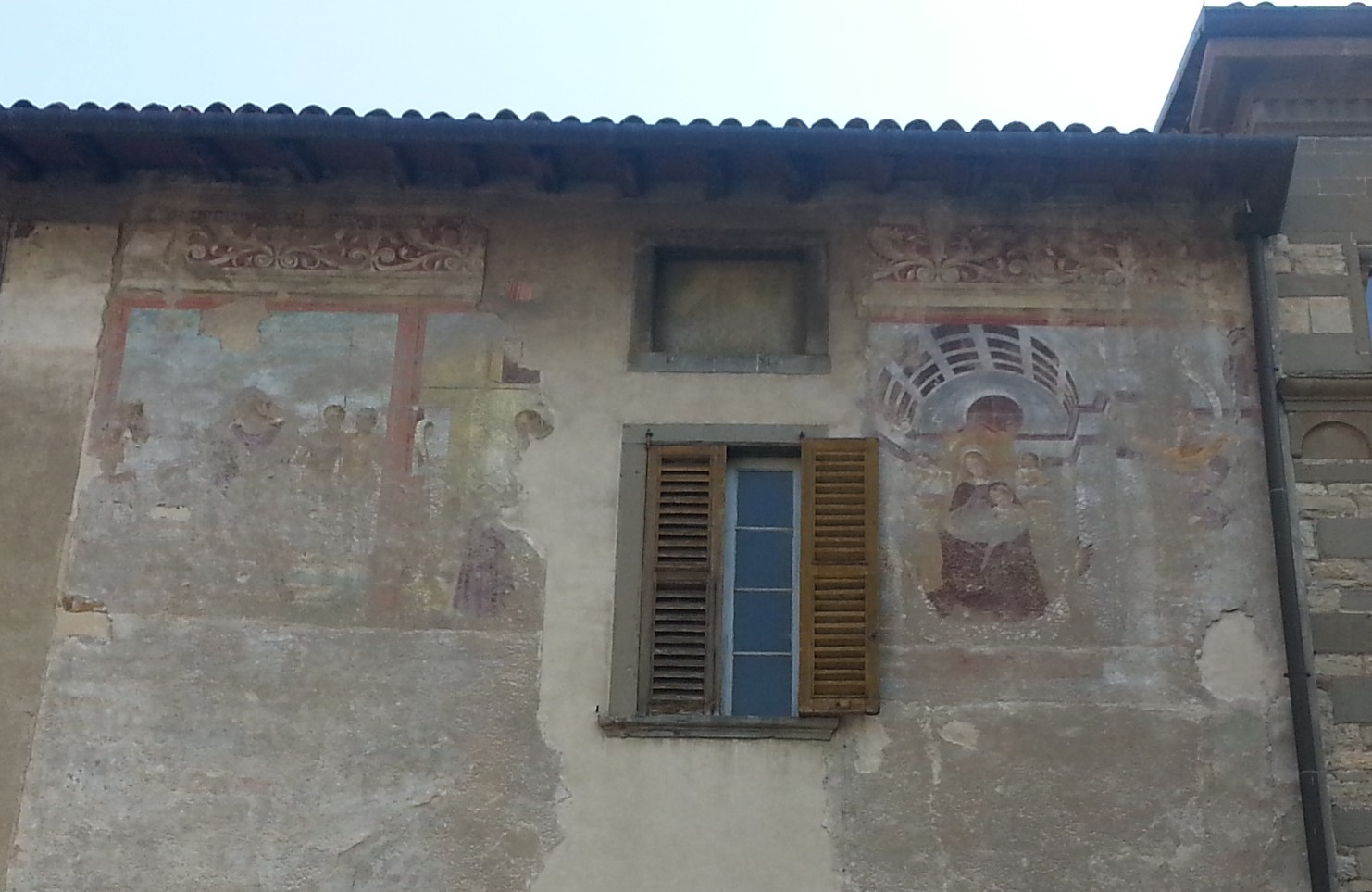
Affreschi esterni chiesa di San Michele-Giacomo Scanardi

Giacomo Scanardi, detto Oloferne (Averara, 1450 – Bergamo, 1519), è stato un pittore italiano.

## Biografia
Dello Scanardi, figlio di Giorgio detto Schena degli Scanardi di Averara, documentato come Oloferne, si hanno poche informazioni nonostante i molti documenti in cui compare, viene citata la sua presenza quale testimone al testamento di Guido da San Pellegrino detto Catalano, avendo egli sposata l'unica sua figliaː Angelina, nel 1477. Nel testamento ne viene indicata l'età in 25 anni, da questo si desume che sia nato alcuni anni prima del 1450. Nel 1477 veniva richiesto come socio per un anno da Troso dei Medici detto da Monza, pittore milanese allora di una certa notorietà. Alla scadenza dell'accordo lo Scanardi si associava per un altro anno con Battista Baschenis o Battista Scipioni
Ulteriormente documentato per le valutazioni da lui eseguite, su pitture presenti presso la cappella Marenzi della chiesa parrocchiale di San Giovanni di Telgate.
Sono tantissimi i documenti che lo nominano negli anni '80 del XV secolo, documenti riguardanti valutazioni e perizie, questo lascia intendere che il pittore fosse molto considerato nell'ambiente artistico cittadino, come gli affreschi in Santa Maria della Grazie opera di Jacopino Scipioni.
Nel 1483 eseguì l'affresco sulla porta di San Marco raffigurante il santo, e l'anno successivo eseguì gli stemmi sulla parete della Loggia Nuova, e proprio la raffigurazione degli stemmi sembra che fosse la sua miglior prerogativa, venne infatti chiamato per l'esecuzione degli stemmi dei rettori sopra le porte di Borgo Canale,  e così per opere pubbliche o private di importanti personalità della città di Bergamo.

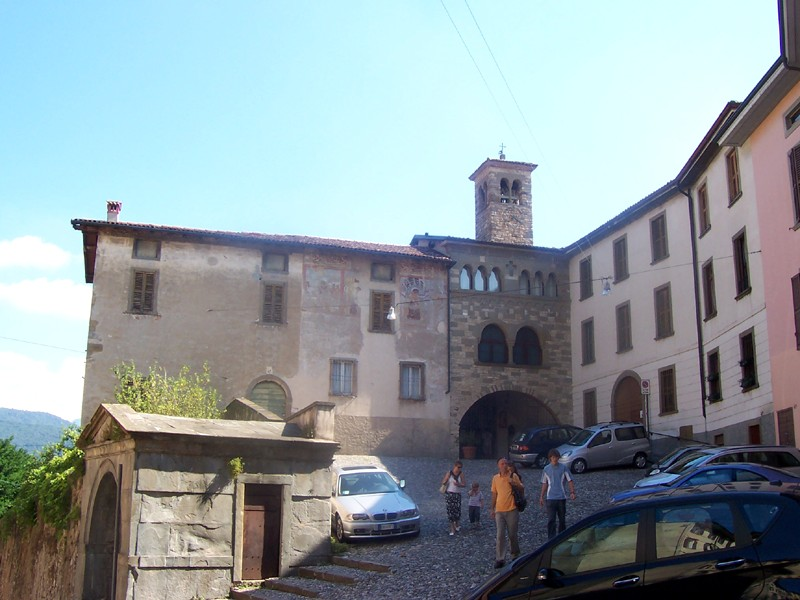
Facciata della chiesa di S. Michele Pozzo Bianco

Una serie di pagamenti del 1466-1467, testimoniano la realizzazione di alcune pitture nel palazzetto dei giuristi
La sua caratteristica sarà proprio quella di affrescare pareti e facciate di fabbricati privati e pubblici, e di alcune chiese come quelli che si scorgono sulla facciata della chiesa di Chiesa di San Michele al Pozzo Bianco anche se molto rovinati, e gli affreschi non più visibili ma a lui assegnati sulla Porta del Pantano inferiore.
Pur non conoscendo la data della sua morte, sappiamo che il pittore dettava il suo testamento il 20 maggio 1519 e la moglie si dichiarava vedova in un documento dell'ottobre del medesimo anno.